# Zopherus mormon
Zopherus mormon es una especie de coleóptero de la familia Zopheridae.

## Distribución geográfica
Habita en Utah (Estados Unidos).